# Força Aérea Real da Malásia
A Força Aérea Real da Malásia (FARM) (em malaio: Tentera Udara DiRaja Malasya ou TUDM) é o ramo de defesa aérea das Forças Armadas da Malásia.

## Fotos

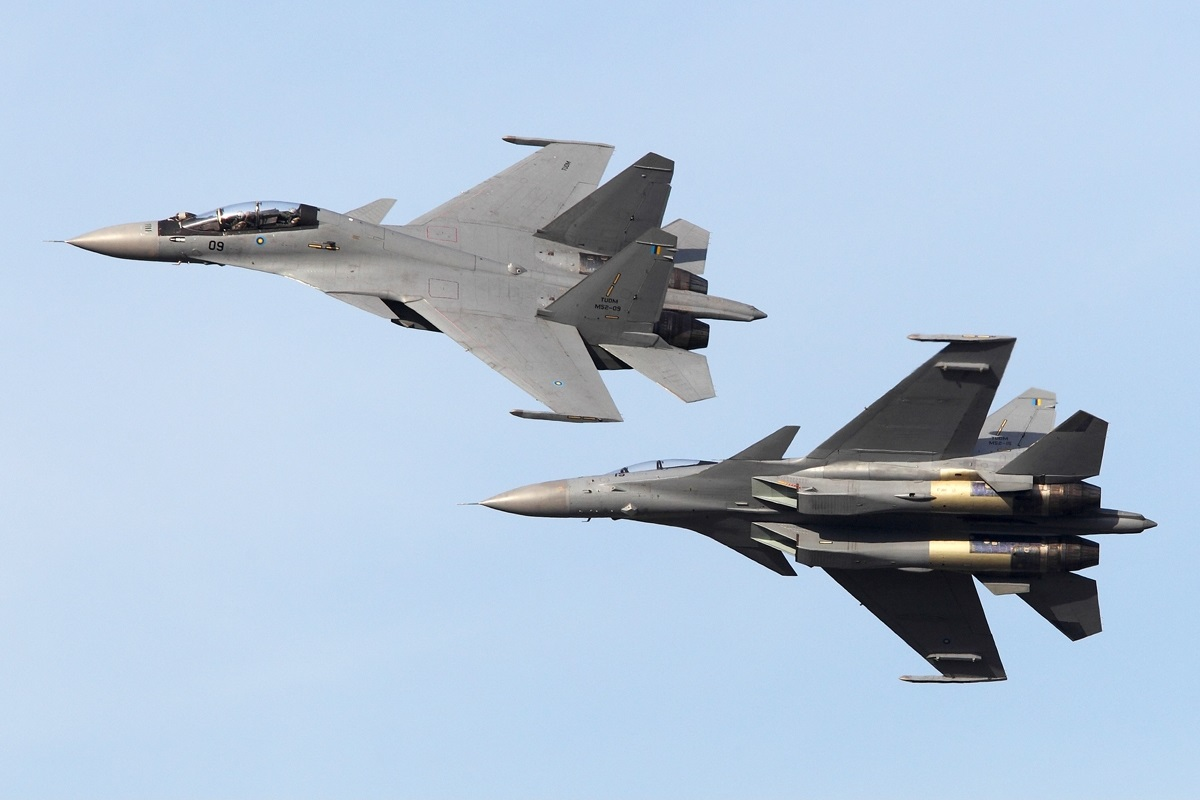
Dois Sukhoi Su-30MKM da força aérea malásia.
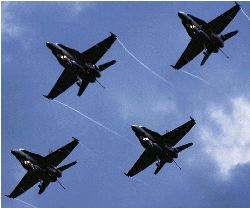
Caças F-18 malásios.
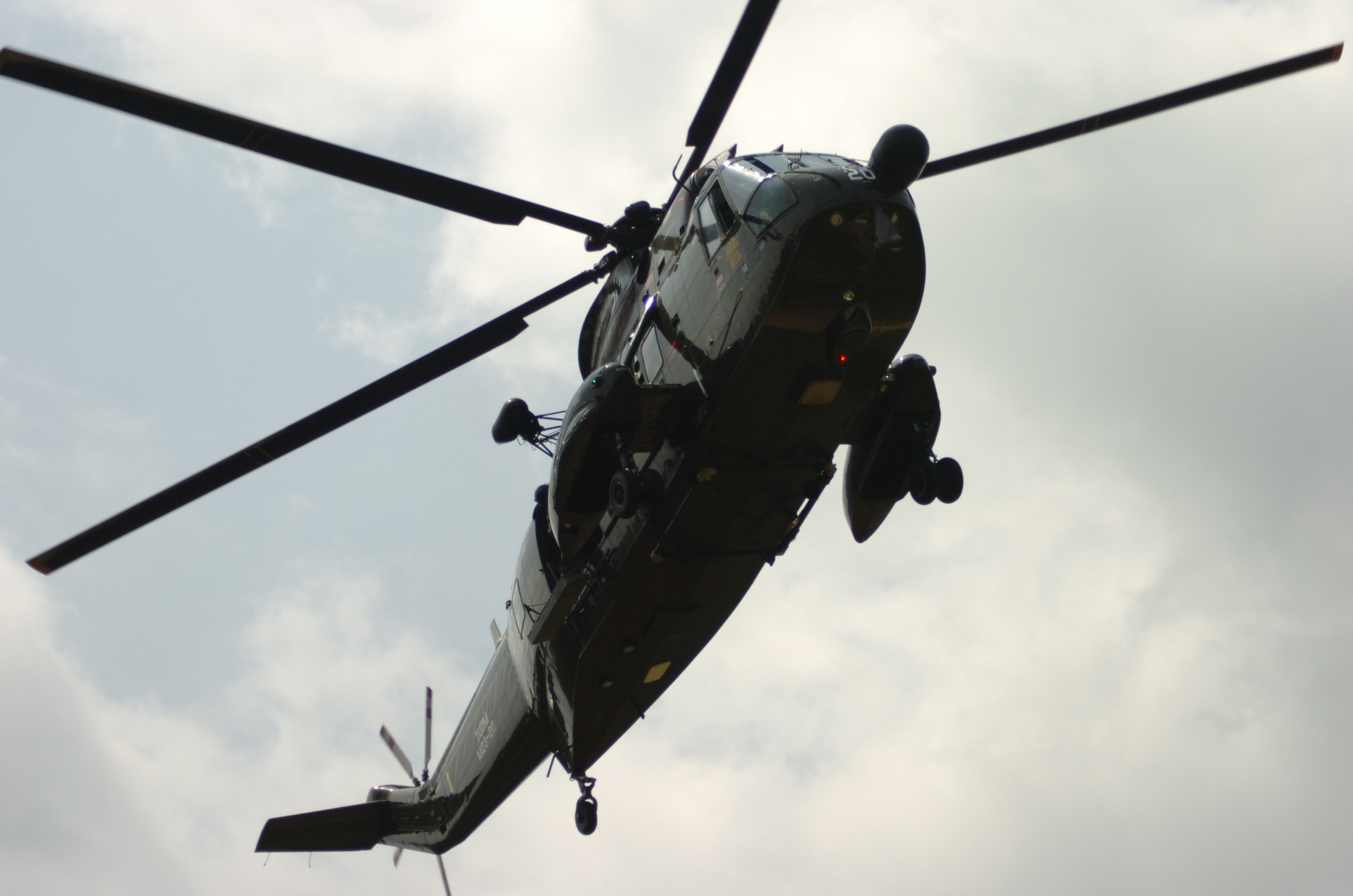
Um helicóptero Sikorsky SH-3 Sea King, especializado em busca e salvamento.
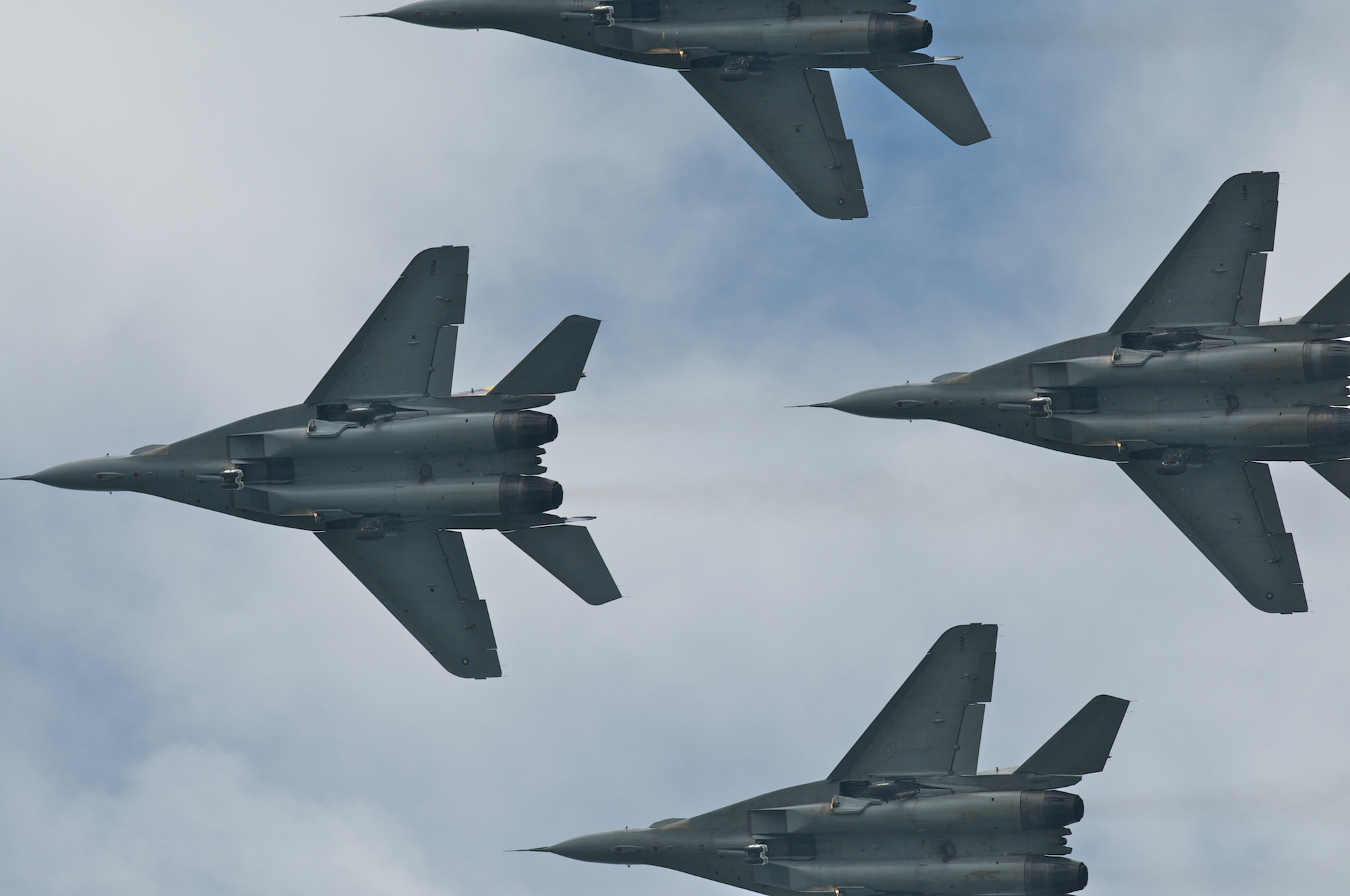
Aeronaves Mig-29 da Malásia.